# Chiesa di Santa Maria del Quartiere
La chiesa di Santa Maria del Quartiere è un luogo di culto cattolico dalle forme manieriste, situato in strada del Quartiere, con affaccio su piazzale Guido Picelli, nel quartiere dell'Oltretorrente a Parma, in provincia e diocesi di Parma; l'edificio fu costruito tra il 1604 e il 1619.

## Storia
La chiesa di Santa Maria del Quartiere venne eretta sul sito di un'antica cappella dedicata alla Vergine che sorgeva in una zona non edificata all'interno delle mura cittadine, tradizionalmente destinata all'acquartieramento delle truppe (donde il nome).
La prima pietra dell'opera venne posta nel 1604 alla presenza del duca Ranuccio I Farnese e del vescovo di Borgo San Donnino Papirio Picedi, che di lì a due anni sarebbe stato trasferito alla sede di Parma.
Da fonti piuttosto tarde (una relazione pubblicata nel 1695 dal sacerdote Francesco Grisendi) ma abbastanza attendibili, si apprende che l'edificio venne progettato da un architetto ferrarese particolarmente gradito al duca: ci si riferisce certamente a Giovan Battista Aleotti, attivo (almeno saltuariamente) a Parma per i primi decenni del XVII secolo e che per Ranuccio realizzò il magnifico teatro di corte.
L'intera popolazione concorse a finanziare i lavori, che lo stesso duca affidò alla supervisione della Compagnia del Crocifisso, una confraternita che aveva sede provvisoria nella chiesa del Carmine: temendo di non poter far fronte ai costi della costruzione, nel 1610 la compagnia abbandonò l'opera e le subentrò il Terzo Ordine Regolare di San Francesco, che portò l'edificio a compimento nel 1619. Nel 1629 venne completata anche la decorazione pittorica.
Il 19 maggio del 1628, con una solenne processione, un frammento di affresco con l'immagine della Madonna dell'Abbondanza (attribuita a Mercurio Baiardo e proveniente dalla primitiva cappella) venne collocata sull'altare maggiore della chiesa. Sotto il ducato di Maria Luigia la proprietà della chiesa venne ceduta alla Municipalità di Parma.
Dal 2012 la chiesa è in co-uso alla parrocchia dei Santi Zaccaria ed Elisabetta della Chiesa ortodossa rumena.

## Descrizione

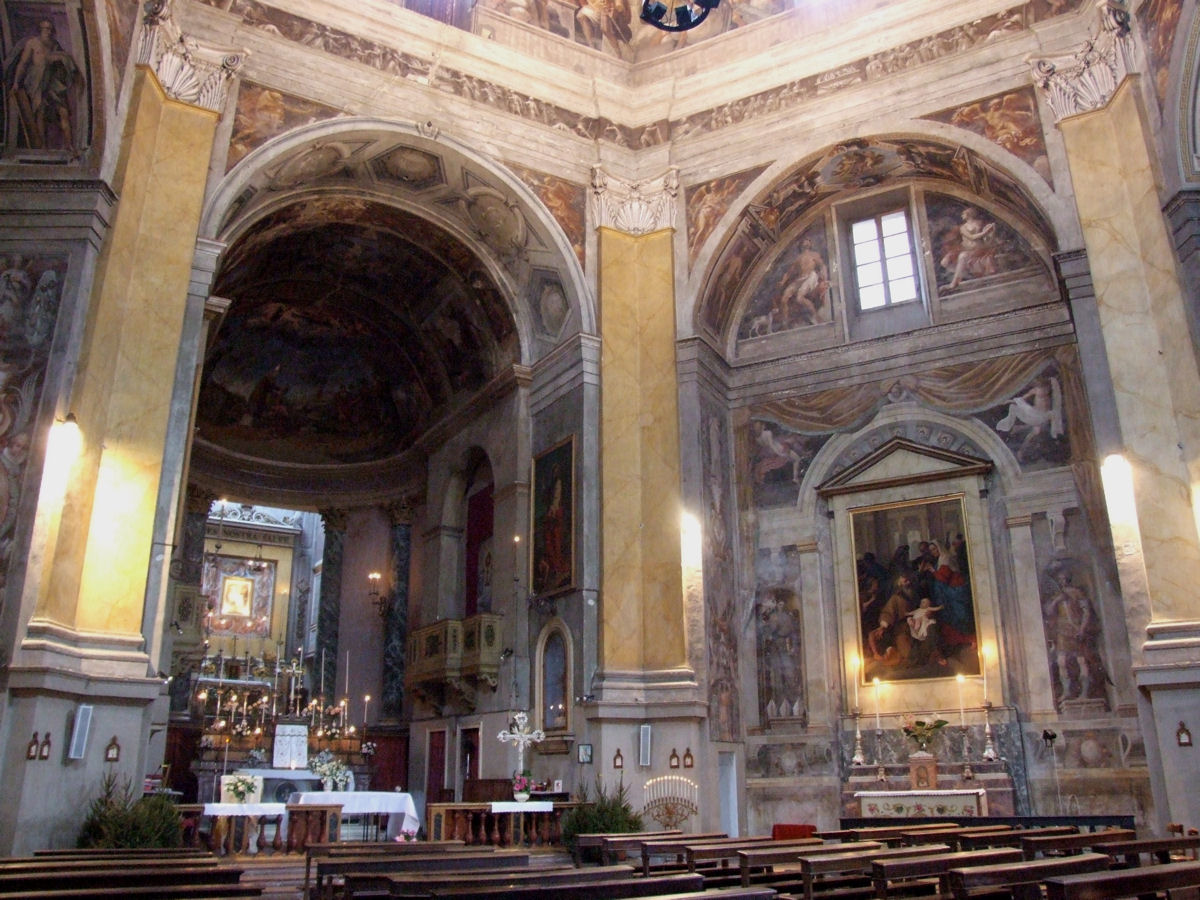
Aula

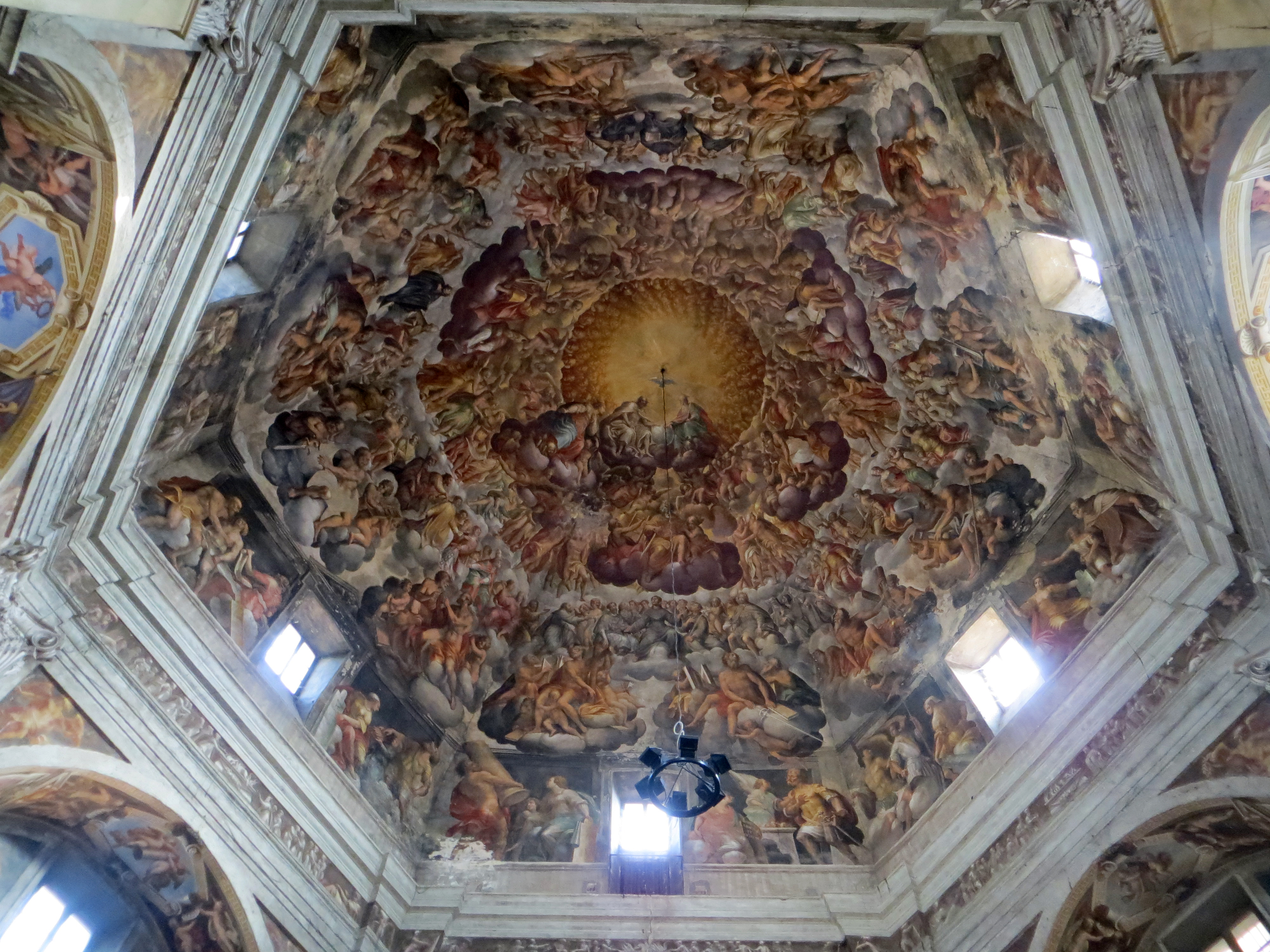
Cupola

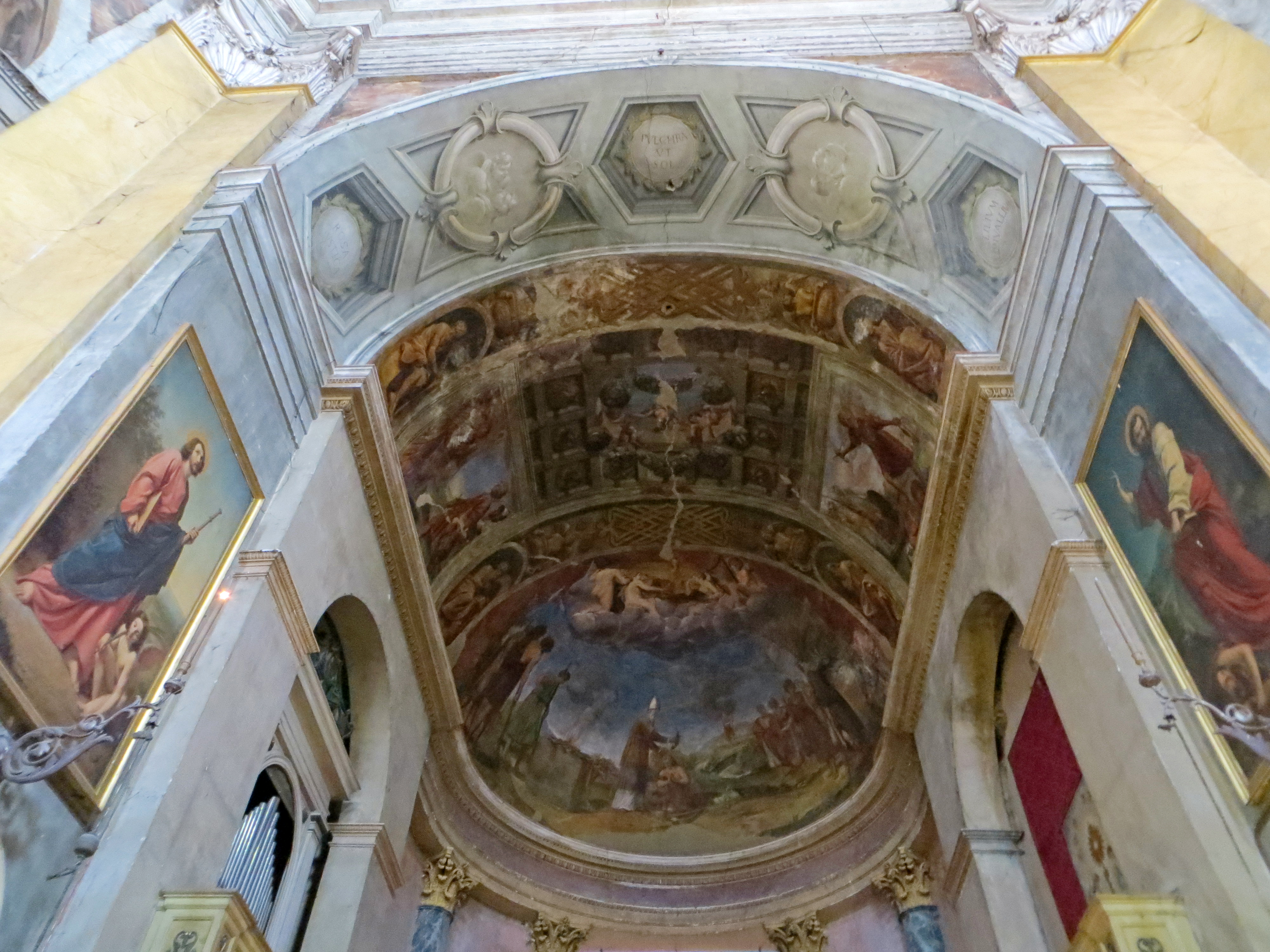
Volta del presbiterio

Contravvenendo ai dettami del Concilio di Trento, che prescrivevano per le chiese piante longitudinali e a croce latina, l'edificio venne disegnato a pianta centrale e a base esagonale.
Non si trattava comunque di un caso isolato: negli stessi anni, nella Roma papale, Bernini e Borromini proponevano per i luoghi di culto di nuova costruzione soluzioni simili che vennero prese a modello per i decenni successivi sia in Italia (Guarini, Juvarra) che all'estero (Dientzenhofer, Zimmermann). Per quanto riguarda la pianta esagonale, essa aveva una precisa funzione simbolica, quella di evocare la forza creativa di Dio: l'esagono è, infatti, composto da sei triangoli (che alludono alla Trinità), tanti quanti i giorni della creazione.
La decorazione pittorica della chiesa venne inizialmente affidata a Giulio Orlandini che, ritenendo troppo impegnativa l'intera opera, si limitò ad affrescare la zona del presbiterio: nel 1626 i terziari francescani incaricarono della decorazione della cupola Pier Antonio Bernabei che vi realizzò, insieme ai suoi allievi (il fratello Alessandro, Giovanni Maria Conti della Camera), una rappresentazione della Trinità con la Vergine e i santi nella gloria del Paradiso.
La decorazione delle cappelle venne realizzata in massima parte agli inizi del XIX secolo per interessamento della duchessa Maria Luigia, che si rivolse ad alcuni giovani artisti formatisi presso l'Accademia di Belle Arti di Parma (Tommaso Bandini, Giovanni Gaibazzi, Francesco Scaramuzza, Francesco Pescatori).